# Brachyglossula boliviensis
Brachyglossula boliviensis är en biart som först beskrevs av Joseph Vachal 1901.  Brachyglossula boliviensis ingår i släktet Brachyglossula och familjen korttungebin. Inga underarter finns listade.